# Krishna Thapa
Krishna Bahadur Thapa (ur. 8 sierpnia 1955) – nepalski trener piłkarski.

## Kariera trenerska
Najpierw trenował reprezentację Nepalu U-23. W 2011 i 2012 roku tymczasowo prowadził narodową reprezentację Nepalu. Potem został mianowany na trenera LH MMC.